# Vigneux-sur-Seine
Vigneux-sur-Seine és un municipi francès, situat al departament de l'Essonne i a la regió de l'Illa de França. L'any 1999 tenia 25.652 habitants.
Forma part del cantó de Vigneux-sur-Seine i del districte d'Évry. I des del 2016 de la Comunitat d'aglomeració Val d'Yerres Val de Seine.